# Lionel Hollins
Lionel Eugene Hollins (* 19. Oktober 1953 in Arkansas City, Kansas) ist ein US-amerikanischer Basketballtrainer und ehemaliger -spieler, der als Head Coach unter anderem bei den Memphis Grizzlies und zuletzt bei den Brooklyn Nets in der NBA unter Vertrag stand.

## Spielerkarriere
In der NBA spielte er für 5 Teams. Als 6. Pick der Portland Trail Blazers wurde er aufgrund seiner Leistungen in seiner Debütsaison in das NBA All-Rookie First Team berufen. Er hatte in dieser Saison durchschnittlich 10,8 Punkte pro Spiel erreichen können.
In der NBA-Saison 1976/77 gewann er mit Portland in den NBA Finals gegen die Philadelphia 76ers in 6 Spielen und wurde mit den Trail Blazers NBA-Champion. Im nächsten Jahr wurde er ins All-Star-Team und ins All-Defensive First Team berufen.
Als er seine Spielerkarriere beendete, hatte er 7.809 Punkte, 3.006 Assists und 1.053 Steals verbuchen können.
Im April 2007 zogen die Trail Blazers Hollins’ Trikotnummer 14 zurück. Sie wird damit nicht mehr vom Team vergeben.

## Trainerkarriere
Er startete seine Trainerkarriere bei seinem alten College, der Arizona State University, dort war er von 1985 bis 1986 und von 1987 bis 1988 Co-Trainer des Basketballteams.
In der NBA-Saison 1999/2000 wurde er zum Interimscoach der Vancouver Grizzlies. Seit der NBA-Saison 2008/09 coacht er die Memphis Grizzlies. Am 11. Februar 2011 konnte er seinen 100. Sieg feiern, als er mit den Grizzlies die Milwaukee Bucks mit 89:86 besiegte. In der Saison 2010/11 schaffte sein Team es in die Playoffs, besiegte in der ersten Runde überraschend die San Antonio Spurs mit 4-2, um dann in der zweiten Runde den Oklahoma City Thunder in sieben Spielen zu unterliegen. Kurz nach Saisonende gaben die Grizzlies bekannt, dass Hollins zur Saison 2013/2014 keinen neuen Vertrag als Head Coach erhalten werde.
Hollins arbeitete daraufhin wieder als Experte für das US-Fernsehen und analysierte die Spiele der NBA.
Zur Saison 2014/2015 wurde er als neuer Headcoach der Brooklyn Nets vorgestellt. Zuvor hatten die Nets sich von ihrem vorherigen Trainer Jason Kidd getrennt. Hollins wurde jedoch im Januar 2016 aufgrund von Erfolglosigkeit entlassen.

## Erfolge und Auszeichnungen
- NBA-Champion: 1977
- NBA All-Star: 1978
- NBA All-Defensive Team:
  - First: 1978
  - Second: 1979
- NBA All-Rookie First Team: 1976